# Nabihere
Nabihere är ett vattendrag i Burundi.   Det ligger i provinsen Cibitoke, i den nordvästra delen av landet, 50 km norr om huvudstaden Bujumbura.
Omgivningarna runt Nabihere är en mosaik av jordbruksmark och naturlig växtlighet. Runt Nabihere är det tätbefolkat, med 276 invånare per kvadratkilometer.